# Renée Fleming

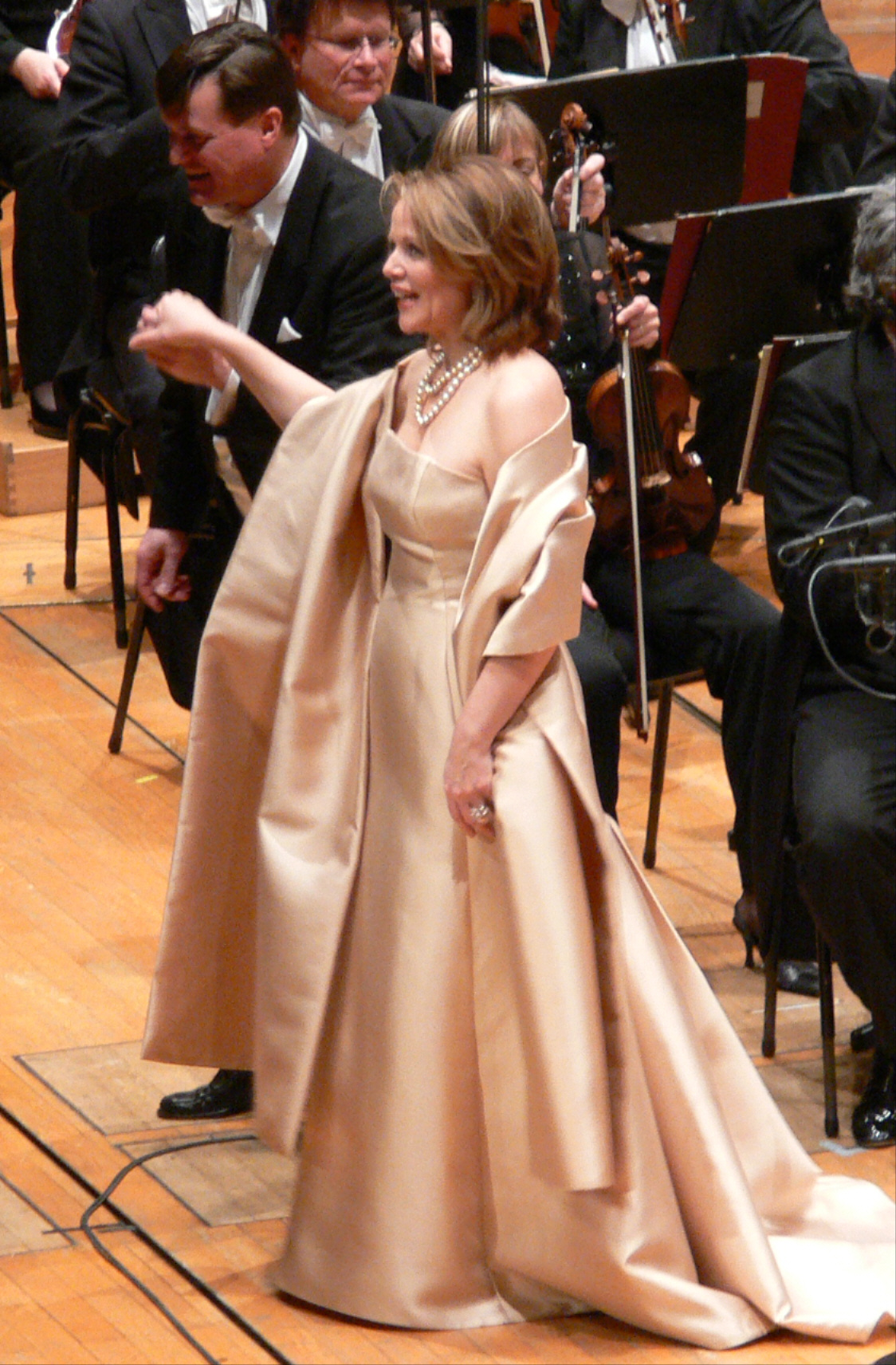
Renée Fleming (împreună cu Christian Thielemann), în timpul unui concert la Filarmonica din München, 2008

Renée Fleming (n. 14 februarie 1959, Indiana, Pennsylvania, SUA) este o soprană americană, o cântăreață de operă de renume mondial.

## Discografie
Recitaluri
- 1995 – Lulu Suite / Wozzeck (Berg)
- 1996 – arii de Mozart (Mozart)
- 1997 – Great Opera Scenes (Dvořák/Mozart/R. Strauss/Verdi ș.a.)
- 1997 – Lieduri de Schubert (Schubert)
- 1998 – The beautiful voice (Dvorak/Puccini/Rahmaninov/J. Strauß, Charpentier, Flotow ș.a.)
- 1998 – I want magic (Previn/Bernstein/Gershwin/Stravinski ș.a.)
- 1999 – Strauss Heroines (R. Strauss)
- 1999 – Prelude to a kiss (Bernstein/Ellington/Gardel/Gounod/Lehár ș.a.)
- 2000 – Renée Fleming (Bizet/Massenet/Puccini/Verdi ș.a.)
- 2001 – Night Songs (Debussy/Fauré/Marx/Rachmaninow)
- 2002 – Bel Canto (Bellini/Donizetti/Rossini)
- 2003 – Under the stars (Sondheim/Holmes/Kander/Webber/Rogers/Wilson/Simon ș.a.)
- 2003 – By request (Catalani/Puccini/Bellini/Verdi/J. Strauß u. a.)
- 2004 – Handel (Händel)
- 2005 – Haunted Heart (Mitchell/Wonder/Mahler/Berg ș.a.)
- 2005 – Sacred Songs (Bach/Gounod/Händel/Bernstein/Franck/Schubert/Poulenc/Reger ș.a.)
- 2006 – Love sublime  (cu Brad Mehldau)
- 2006 – Homage. The Age of the Diva (Cilea/Smetana/Ceaikovski/Puccini/Korngold/Gounod/Richard Strauss/Rimski-Korsakov/Verdi/Massenet/Janáček)

Opere
- 1994 – Armida (Rossini)
- 1995 – Herodiade (Massenet)
- 1996 – Cosi fan tutte (Mozart)
- 1996 – Rosmonda d´Inghilterra (Donizetti)
- 1997 – Don Giovanni (Mozart)
- 1998 – Rusalka (Dvořák)
- 1999 – A Streetcar Named Desire (Previn)
- 2000 – Thais (Massenet)
- 2000 – Alcina (Händel)
- 2003 – Manon (Massenet)
- 2005 – Daphne (R. Strauss)

Oratorii
- 1997 – Elias (Mendelssohn)
- 2001 – Requiem (Verdi)

Alte
- 2004 – Vier letzte Lieder (R. Strauss)
- 2005 – Sinfonia nr. 4 / 7 frühe Lieder (Mahler/Berg)

DVD-uri
- 1999 – A Streetcar Named Desire (Previn)
- 2002 – Renée Fleming
- 2003 – Le Nozze di Figaro (Mozart)
- 2003 – Renée & Bryn: Under the stars
- 2003 – Manon (Massenet)
- 2004 – Rusalka (Dvorak)
- 2004 – Otello (Verdi)
- 2005 – Capriccio (R. Strauss)
- 2005 – Don Giovanni (Mozart)
- 2006 – Sacred Songs
- 2007 – La Traviata (Verdi)
- 2008 – Eugen Onegin (Ceaikowski)
- 2008 – Arabella (R. Strauss)